# リチャード・マルシンコ
リチャード・マルシンコ（Richard Marcinko、1940年11月21日 - 2021年12月25日）は、アメリカ海軍の元軍人、セキュリティコンサルタント、作家。対テロ特殊部隊DEVGRU（旧名称および通称：Navy SEALs"チーム6"）の創設者として知られている。

## 略歴
ペンシルバニア州ランスフォードで産まれ、その後ニュージャージー州のニューブランズウィックに移り住む。そのオーバーン大学で学んだ後アメリカ海軍の通信士を経て政治学、国際関係などの教育を受けUDT(潜水工作部隊)を経てNavy SEALsに入隊し、1967年にはチーム2の指揮官としてベトナム戦争に参加した。
メコンデルタのイロイロ島では、サンパンに乗ったベトコンを掃討する任務を実行し、「メコンデルタで最も成功したSEALの作戦」という評価を受けブロンズスター、シルバースターと勲章を授けられる。
その後テト攻勢、チャウドックにおけるグリーンベレーと共に教会や病院に取り残された看護婦や教師といったアメリカ人を救出する任務に参加した。

### シールズ・チーム6
1980年。イランアメリカ大使館人質事件によるデルタ・フォースなど米軍の失敗以降、Navy SEALsにも対テロ戦闘を任務とする専門部隊を設立することになった。マルシンコはチーム2のMOB-6を前身として初代指揮官となり、1980年から1983年まで勤務した。この部隊は当初2つしかなかったSEALが複数あると敵国に撹乱するため「チーム6(Team 6)」と呼ばれていたが、後に「海軍特殊戦開発グループ(DEVGRU)」と改称された。

### レッド・セル
レッド・セル(Red Cell)は、海軍のセキュリティ能力をテストする仮想敵部隊としてマルシンコらの手により設立された。マルシンコらはネイビーシールズ・チーム6やフォース・リーコンのメンバーから人員を集めて数々の海軍施設に侵入する作戦を行った。作戦の例としては海軍基地など重要施設に脅迫電話をかけ、原子力潜水艦、大統領専用機およびSWATバンへといった場所に模擬爆弾を設置するなどが挙げられる。しかし、これらの作戦は上層部との軋轢を生み、予算の不正使用なども取り沙汰されて1989年に海軍を除隊する。

### その後
ライターのジョン・ワイズマンと共に自伝『Rogue Warrior』や『Red Cell』ほか多数の小説作品を共同執筆。セキュリティコンサルタントとしても活動した。
映画のテクニカルアドバイザーとして『ザ・ロック』（1996年）、『G.I.ジェーン』（1997年）に参加し、『Navy SEAL: Tides of SPECWAR』（1996年）や『Red Cell』などに出演しているほか、自らテレビゲーム『Rogue Warrior』（2009年）の主人公（声を吹き替えているのはミッキー・ローク）として登場した。
2021年12月25日、死去。81歳没。

## 著作

### ノンフィクション
- Rogue Warrior (1992) (ジョン・ワイズマンと共同執筆)
- Leadership Secrets of the Rogue Warrior: A Commando's Guide to Success (1997) (ジョン・ワイズマンと共同執筆)
- The Rogue Warriors Strategy for Success (1998)
- The Real Team (1999) (ジョン・ワイズマンと共同執筆)

### 小説
- Red Cell (1994)
- Green Team (1995)
- Task Force Blue (1996)
- Designation Gold (1997)
- SEAL Force Alpha (1998)
- Option Delta (1999)
- Echo Platoon (2000)
- Detachment Bravo (2001)
- Violence of Action
- Vengeance (2005)
- Holy Terror (2006)
- Seize the Day (2009)
- Domino Theory (2011)
- Blood Lies (2012)
- Rogue Warrior: Curse of the Infidel (2014)